# Venda Nova do Imigrante
Venda Nova do Imigrante este un oraș și o municipalitate din statul Espírito Santo (ES) din Brazilia.